# Línea 103 (EMT Madrid)
La línea 103 de la EMT de Madrid une la estación de El Pozo con el Ecobulevar de Vallecas.

## Características
Esta línea, creada en abril de 1980 tras suprimir la línea 57 con raya roja (Entrevías - Pueblo de Vallecas), tenía el recorrido Entrevías - Villa de Vallecas, pasando por el interior del barrio de San Diego, y saliendo a la Avenida de la Albufera a la altura de la estación de Portazgo para dar servicio a la misma hasta llegar a la Villa de Vallecas.
El 29 de marzo de 2008 se amplió el recorrido de la línea dentro de la Villa de Vallecas desde la Plaza de Juan Malasaña hasta el nuevo desarrollo de este distrito conocido como Ecobulevar, y en octubre de 2012 es de nuevo ampliada, esta vez desde la cabecera de Entrevías (calle Barros) hasta la Estación de El Pozo. En enero de 2014 vuelve a ser ampliada, esta vez, al Centro de Salud del Ensanche de Vallecas, en la Calle Cincovillas.

### Frecuencias
| Lunes a viernes laborables |               |
| De 6:00 a 7:00             | 14-20 minutos |
| De 7:00 a 20:00            | 11-13 minutos |
| De 20:00 a 23:00           | 13-22 minutos |
| Sábados laborables         |               |
| De 6:00 a 10:00            | 23-29 minutos |
| De 10:00 a 23:00           | 19-23 minutos |
| Domingos y festivos        |               |
| De 7:00 a 10:00            | 23-36 minutos |
| De 10:00 a 23:00           | 19-25 minutos |

## Recorrido y paradas

### Sentido Ecobulevar
La línea inicia su recorrido en la Avenida de Entrevías, por la que sale en dirección a la Ronda del Sur. Tras pasar el cruce con la Ronda del Sur, gira a la izquierda para circular por el Interior de Entrevías, recorriendo las calles Villacarrillo, Cazorla, Los Pedroches y La Mancha.
Al final de la calle de La Mancha, la línea pasa junto a la estación de Asamblea de Madrid-Entrevías y continúa de frente por la calle 
del Vizconde de Arlessón, ya dentro del barrio de San Diego, recorriendo esta calle entera. Al final de la misma, gira a la izquierda por la avenida de San Diego, que recorre hasta el cruce con la calle de Carlos Martín Álvarez, por la que se desvía girando a la derecha. Circula a continuación por esta calle hasta la intersección con la calle de Javier de Miguel, a la que se incorpora girando a la derecha, y que abandona 200 m después girando a la izquierda para circular por la calle Payaso Fofó, que recorre hasta el final hasta que desemboca en la Avenida de la Albufera, a la que se incorpora girando a la derecha.
Recorre esta avenida hacia la Villa de Vallecas, franqueando la autopista M-40, entrando a la Villa de Vallecas tras pasar bajo la vía del tren para incorporarse a la calle Sierra de Guadalupe, que recorre entera para continuar de frente por la calle Real de Arganda hasta la intersección con la calle Montes de Barbanza, que recorre entera siguiendo al final de la misma por la calle Puerto de Porzuna, que recorre hasta la intersección con la calle Cabeza Mesada, ya en el nuevo desarrollo conocido como Ecobulevar.
Dentro del Ecobulevar, la línea circula por las calles Cabeza Mesada, Valderrebollo y Granja de San Ildefonso, teniendo su cabecera en su intersección con la calle Navamures.
| Código | Parada                                    | Común con                  | Conexiones con Metro y Cercanías | Otros |
| ------ | ----------------------------------------- | -------------------------- | -------------------------------- | ----- |
| 4837   | ESTACIÓN EL POZO (Av. Entrevías)          | 102 310 T31                | El Pozo                          |       |
| 4657   | Avenida de Entrevías-Villacarrillo        | 102                        |                                  |       |
| 4658   | Villacarrillo-Cazorla                     | 102                        |                                  |       |
| 1094   | Cazorla-Alcores                           |                            |                                  |       |
| 1095   | Pedroches-Benamejí                        |                            |                                  |       |
| 1096   | Plaza de las Regiones                     | 24 111                     |                                  |       |
| 1097   | Entrevías Cercanías                       | 111                        | Asamblea de Madrid-Entrevías     |       |
| 1099   | Vizconde Arlesson-Puerto Balbarán         | 111 144                    |                                  |       |
| 1100   | Puerto de la Morcuera                     | 111 144                    |                                  |       |
| 1101   | Carlos Martín Álvarez-San Diego           | 111                        |                                  |       |
| 1102   | Carlos Martín Álvarez-Martínez de la Riva | 111                        |                                  |       |
| 1103   | Carlos Martín Álvarez-Javier de Miguel    | 310                        |                                  |       |
| 1105   | Javier de Miguel-Payaso Fofó              | 310                        |                                  |       |
| 1107   | Payaso Fofó-Arroyo del Olivar             |                            |                                  |       |
| 1109   | Estadio de Vallecas                       |                            |                                  |       |
| 1007   | Portazgo-Estadio de Vallecas              | 54 58 136                  | Portazgo                         |       |
| 1009   | Buenos Aires                              | 54 58 136                  | Buenos Aires                     |       |
| 1011   | Instituto Tirso de Molina                 | 58 143                     |                                  |       |
| 1013   | Alto del Arenal                           | 57 58 143                  | Alto del Arenal                  |       |
| 1015   | Avenida de la Albufera-Pablo Neruda       | 58 142 143                 |                                  |       |
| 1017   | Metro Miguel Hernández                    | 54 58 142 143              | Miguel Hernández                 |       |
| 1019   | Avenida de la Albufera-Miguel Hernández   | 54 58 142 143              |                                  |       |
| 4680   | Polideportivo Palomeras                   | 58 142 143                 |                                  |       |
| 1023   | Avenida de la Albufera-Cocherón Villa     | 58 142 143                 |                                  |       |
| 4682   | Democracia-Arboleda                       | 54 58 142 143              |                                  |       |
| 1027   | Sierra Guadalupe                          | 54 58 130 142 143 E H1 T31 | Sierra de Guadalupe Vallecas     |       |
| 5163   | Sierra Guadalupe-San Jaime                | 54 58 142 143              |                                  |       |
| 4368   | Villa Vallecas                            | 54 58 142                  | Villa de Vallecas                |       |
| 4696   | Montes de Barbanza-Sierra del Eje         | 54 142                     |                                  |       |
| 3339   | Congosto-Puerto Porzuna                   | 142                        |                                  |       |
| 3340   | Polideportivo Guillén Prim                | 142                        |                                  |       |
| 4071   | Cabeza Mesada-Puerto Porzuna              |                            |                                  |       |
| 4750   | Valderrebollo-Tineo                       |                            |                                  |       |
| 5777   | Valderrebollo-Centro Alzheimer            |                            |                                  |       |
| 5878   | Centro de Salud Ensanche de Vallecas      |                            |                                  |       |
| 5879   | ECOBULEVAR (C/ Granja de S. Ildefonso)    |                            |                                  |       |

### Sentido Estación El Pozo
El recorrido de vuelta es igual al de ida con algunas excepciones:
- La línea circula por las calles Puerto de la Bonaigua e Imagen en vez de circular por las calles Vizconde de Arlessón, Avenida de San Diego y Carlos Martín Álvarez.
- La línea circula por la calle de Campiña en vez de por las calles de Cazorla y Los Pedroches.

| Código | Parada                                      | Común con     | Conexiones con Metro y Cercanías | Otros |
| ------ | ------------------------------------------- | ------------- | -------------------------------- | ----- |
| 5879   | ECOBULEVAR (C/ Granja de S. Ildefonso)      |               |                                  |       |
| 4073   | Valderrebollo-Ecobulevar                    |               |                                  |       |
| 4074   | Valderrebollo-Centro Alzheimer              |               |                                  |       |
| 4075   | Cabezamesada-Tineo                          |               |                                  |       |
| 4076   | Cabeza Mesada-Puerto Porzuna                |               |                                  |       |
| 4700   | Polideportivo Guillén Prim                  | 142           |                                  |       |
| 4701   | Congosto-Puerto Porzuna                     | 142           |                                  |       |
| 1051   | Montes de Barbanza-Sierra del Eje           | 54 142        |                                  |       |
| 1031   | Villa Vallecas                              | 54 58 142     | Villa de Vallecas                |       |
| 4367   | Sierra Guadalupe                            | 54 58 142 143 | Sierra de Guadalupe Vallecas     |       |
| 4683   | Democracia-Arboleda                         | 54 58 142 143 |                                  |       |
| 51176  | Avenida de la Albufera-Cocherón de la Villa | 58 142 143    |                                  |       |
| 51189  | Polideportivo Palomeras                     | 58 142 143    |                                  |       |
| 1020   | Avenida de la Albufera-Miguel Hernández     | 54 58 142 143 |                                  |       |
| 1018   | Metro Miguel Hernández                      | 54 58 142 143 | Miguel Hernández                 |       |
| 1016   | Avenida de la Albufera-Pablo Neruda         | 58 142 143    |                                  |       |
| 1014   | Alto del Arenal                             | 58 143        | Alto del Arenal                  |       |
| 1012   | Instituto Tirso de Molina                   | 58 143        |                                  |       |
| 1010   | Buenos Aires                                | 58 136        | Buenos Aires                     |       |
| 1008   | Portazgo-Estadio de Vallecas                | 54 58 136     | Portazgo                         |       |
| 1110   | Estadio de Vallecas                         |               |                                  |       |
| 1108   | Payaso Fofó-Arroyo del Olivar               |               |                                  |       |
| 1106   | Javier de Miguel-Payaso Fofó                | 310           |                                  |       |
| 1104   | Carlos Martín Álvarez-Javier de Miguel      | 310           |                                  |       |
| 1111   | Martínez de la Riva-Puerto Bonaigua         | 111 144       |                                  |       |
| 1112   | Puerto de la Bonaigua-San Diego             | 111 144       |                                  |       |
| 1113   | Imagen-Puerto de la Morcuera                | 111 144       |                                  |       |
| 1114   | Imagen-Puerto Balbarán                      | 111 144       |                                  |       |
| 1098   | Entrevías Cercanías                         | 111           | Asamblea de Madrid-Entrevías     |       |
| 1115   | Plaza de las Regiones                       |               |                                  |       |
| 1116   | Serena-Campiña                              |               |                                  |       |
| 1093   | Barros-Villuercas                           | 102           |                                  |       |
| 4840   | Ronda Sur-Barros                            | 102           |                                  |       |
| 2934   | Ronda Sur-Avenida de las Glorietas          | 102           |                                  |       |
| 2209   | Ronda Sur-Depósito de Agua                  | 24 102        |                                  |       |
| 4645   | Avenida de Entrevías-Esteban Carros         |               |                                  |       |
| 4837   | ESTACIÓN EL POZO (Av. Entrevías)            | 102 310 T31   | El Pozo                          |       |